# 倉成庄八郎
倉成 庄八郎（くらなり しょうはちろう、1892年4月19日 - 1938年4月22日）は、日本の政治家。衆議院議員（1期）。

## 経歴
長崎県出身。1924年、日本大学法科専門部卒。税務属、長崎県属、会計検査院書記を経て、長崎市議、同議長、長崎県議、同参事会員、となる。また、万朝報記者、長崎民友新聞副社長となる。
1936年の第19回衆議院議員総選挙において長崎1区(当時)から立憲政友会公認で立候補して当選した。第20回総選挙でも再選され衆議院議員を2期務め、1938年、現職のまま死去した。